# 頓斯科耶湖 (科米共和國)
61°37′20″N 53°57′08″E / 61.622224°N 53.952151°E
頓斯科耶湖（俄语：Донское），是俄羅斯的湖泊，位於該國西北部，由科米共和國負責管轄，長15公里、寬0.5公里，面積4.6平方公里，海拔高度103米，平均水深1.5米，最大水深2米。